# Національний музей спорту
43°42′23″ пн. ш. 7°11′33″ сх. д. / 43.706388888889° пн. ш. 7.1925° сх. д.

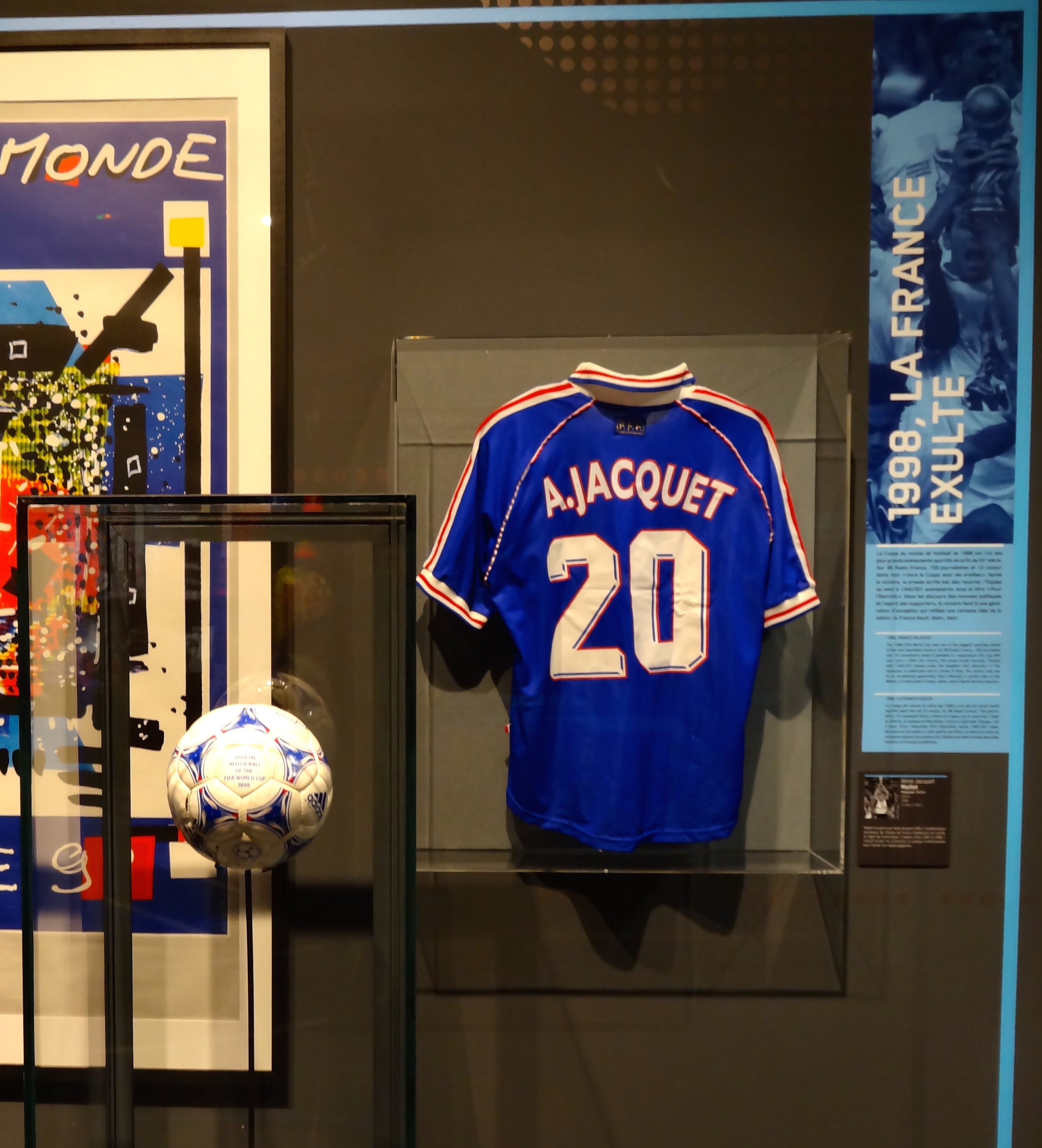
Експонат, присвячений перемозі збірної Франції на чемпіонаті світу з футболу 1998 року: футболка, прикрашена іменем тренера Еме Жаке та м'яч, яким було зіграно фінальну гру турніру.

Національний музей спорту (фр. Musée National du Sport) — національний музей спорту, розташований на стадіоні «Альянц Рив'єра» в Ніцці, Франція.

## Історія
Музей був заснований у 1922 році військовим міністром Франції, який відповідав за спорт. У 1940-х роках музей занепав, але був відновлений державним секретарем у справах молоді та спорту в 1963 році. Архітектор Роже Тайлібер створив галереї всередині стадіону «Парк де Пренс» у 1972 році. У період з 2008 по 2013 рік музей знаходився за адресою Авеню де Франс, 93 у XIII-у окрузі Парижа, аж до свого переїзду в Ніццу 27 червня 2014 року.
У 2019 році журналіст Вінсент Дюлюк замінив високопоставленого державного службовця Анні Лессьє на посаді президента музею. Керівний комітет, підзвітний президенту, є дослідницьким органом. Він видає висновки щодо культурних орієнтацій та всіх видів діяльності музею. До його складу входять максимум дванадцять членів, які обираються з огляду на їх експертність. Генеральний директор призначається спільним наказом міністрів культури та спорту. Указом від 20 січня 2021 року Марі Грасс поновлено на посаді генерального менеджера Музею.
Сьогодні музей містить понад 100 000 експонатів, що документують спорт періоду з XVI століття до сьогодення, включаючи велику колекцію експонатів з історії сучасних Олімпійських ігор з 1896 року. Колекція включає спортивний інвентар, картини, скульптури, плакати, графіку, філателію, рекламу, книги, журнали тощо.